# Camponotus consobrinus
Camponotus consobrinus ist eine Ameisenart aus der Gattung der Rossameisen (Camponotus) innerhalb der Unterfamilie der Schuppenameisen (Formicinae). Sie stammt ursprünglich aus Australien. Der Artzusatz consobrinus, lat. für Cousin, bezieht sich auf einige Ähnlichkeiten zur Schwarzen Rossameise (Camponotus herculeanus).

## Merkmale
Der Kopf der Arbeiterinnen ist schwarz bis rotbraun. Mesosoma und Petiolus sind schwarz bis gelb mit orange. Der vordere Teil des Gaster ist heller als der hintere Teil, wobei der hintere Teil in etwa die Farbe des Kopfes hat. Soldatinnen haben kräftige Muskeln an den Mandibeln, ihr Kopf ist deshalb disproportional breit. Die aufrechten Setae sind leicht nach vorne gerichtet, an der Gula fehlend. Die dorsal auf dem Mesosoma gelegenen sind 0,3 bis 0,5 mm lang, 3 bis 10 befinden sich auf dem Propodeum, 5 bis 20 auf dem Mesosoma und 15 bis 30 auf dem Pronotum. Haare zahlreich und nach hinten gerichtet am Gaster, weniger zahlreich, eher aufrecht und kurz auf dem Kopf und den Mandibeln. Die Setae auf Scapus und Tibia sind kurz. Die kurzen Setae (kleiner 0,2 mm) auf dem Kopf und Mesosoma liegen an, der Abstand ist größer als die Setaelänge.

## Verbreitung
Camponotus consobrinus ist im südöstlichen und östlichen Australien verbreitet.

## Taxonomie
Camponotus consobrinus wurde 1844 von dem deutschen Entomologen Wilhelm Ferdinand Erichson unter dem Namen Formica consobrina erstbeschrieben. Der deutsche Arzt, Naturforscher und Entomologe Julius Roger stellte die Art 1863 in die Gattung der Rossameisen (Camponotus).